# Castle Bellingham

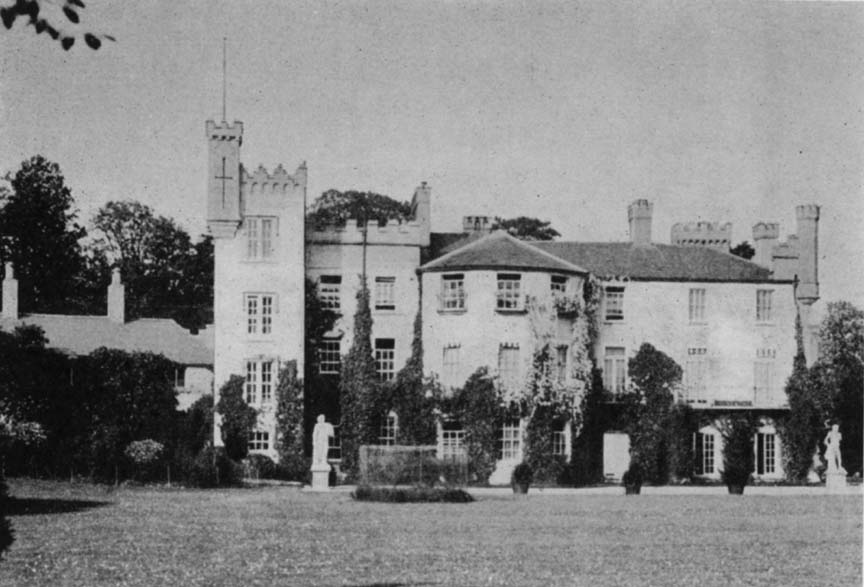
Castle Bellingham um 1920

Castle Bellingham ist ein Landhaus und Luxushotel im Dorf Castlebellingham (irisch Baile an Ghearlánaigh) im Süden des irischen County Louth, unweit von Dundalk.

## Geschichte
Das Haus war seit dem 17. Jahrhundert eine der Wohnstätten der Bellinghams. Die Familie stammt ursprünglich aus Kendal im englischen Westmorland. Alan Bellingham, der Urahn der irischen Bellinghams, stammt von dort. Henry Bellingham, ein Nachkomme von Alan Bellingham, war ein Kavallerieoffizier, der im englischen Bürgerkrieg nach Irland kam. Die Ländereien von Gernonstown (früherer Name von Castlebellingham) erhielt er 1666 im Zuge von Cromwells Rückeroberung Irlands.
Im Herbst 1689 wurde das Landhaus von den Truppen des englischen Königs Jakob II. eingenommen und als Rache für die Unterstützung, die Colonel Thomas Bellingham Wilhelm III. vor der Schlacht am Boyne gewährte, niedergebrannt. Es heißt, dass die Truppen von König Wilhelm in der Nacht vor der Schlacht auf dem Anwesen der Bellinghams lagerten.
Mit der Zeit wurden die Bellinghams zur mächtigsten und einflussreichsten Familie im County Louth. Castlebellingham wurde zum Unterzentrum der Gegend. Von 1880 bis 1885 war Sir Henry Bellingham, 4. Baronet, Parlamentsabgeordneter für das County Louth in London. In den 1800er-Jahren war die Familie zur katholischen Konfession konvertiert.
Die Bellinghams blieben bis Ende der 1950er-Jahre in dem Landhaus. Das letzte Familienmitglied, das dort lebte, war Sir Edward Bellingham, 5 Baronet, geboren 1879 und bis 1921 letzter Lord Lieutenant von Louth. Dann wurde er in den Senat des irischen Freistaates gewählt, dem er 1925–1936 angehörte.
Das Landhaus kaufte Dermot Meehan 1958 von der Irish Land Commission für £ 3065. Er benötigte etliche Jahre um das Haus in das heutige Hotel umzubauen. 1967 verkaufte er es einschließlich 6,8 Hektar Grund für £ 30.636,61. Im Jahre 2011 stand das Anwesen für € 1,5 Mio. zum Verkauf.
Im Dezember 2012 wurde bekannt, dass die Familie Corscadden, der bereits das Cabra Castle Hotel in Kingscourt im County Cavan und das Ballyseede Castle Hotel in Tralee im County Kerry gehört, Bellingham Castle Hotel gekauft hatten. Sie renovierten das Anwesen mit 19 Gästezimmern in ein exklusives Hotel und einen Veranstaltungsort für Hochzeiten und eröffneten es erneut im Januar 2014.